# Pigmeus

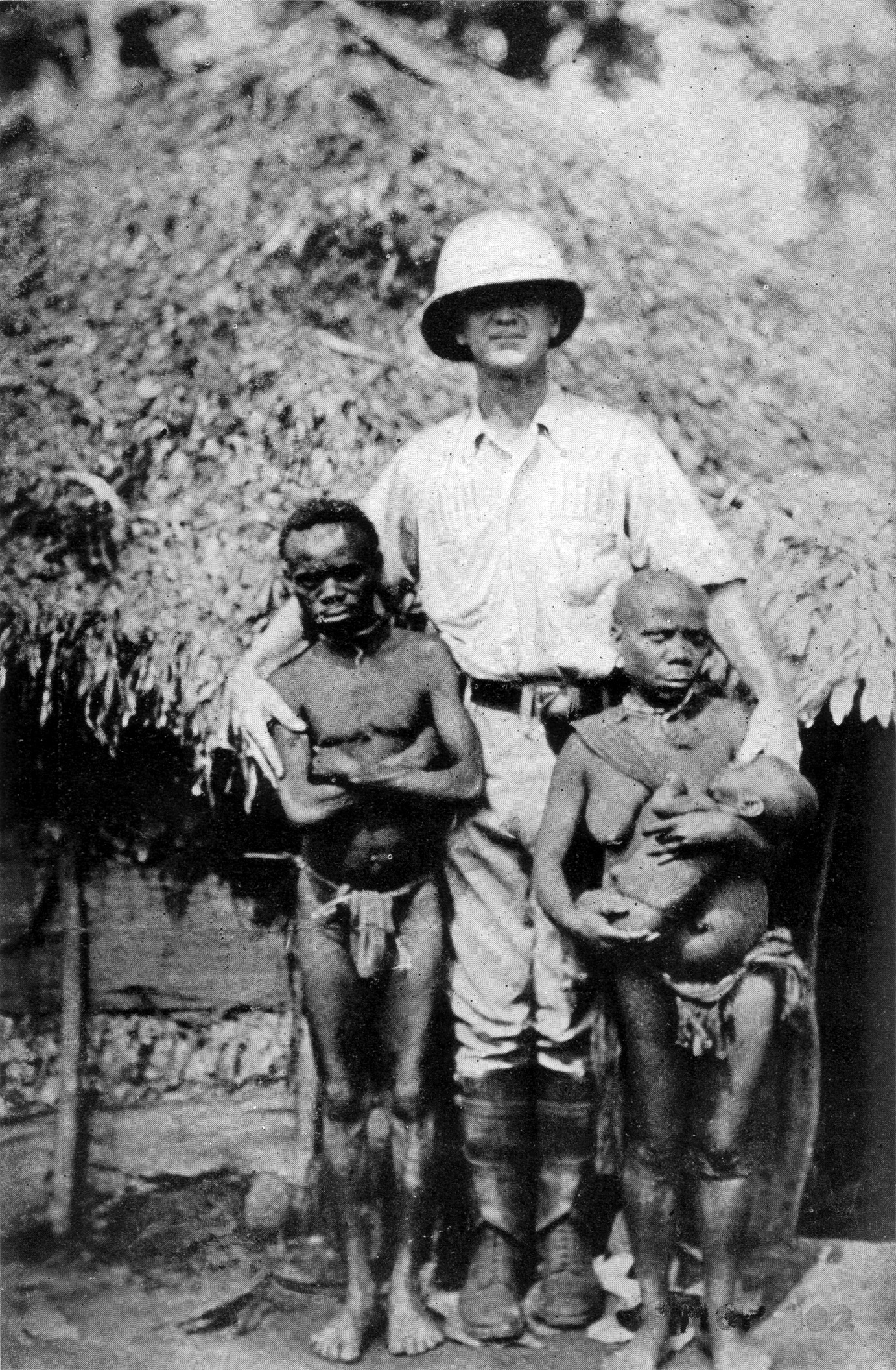
Pigmeus africanos e um explorador europeu (c. 1920).

Pigmeu é um termo utilizado para vários grupos étnicos mundiais cuja altura média é invulgarmente baixa. Os mais famosos pigmeus são os da etnia Mbuti, que vivem na Bacia do Congo, onde os homens adultos crescem a menos de 150 cm na média de altura. Existem também pigmeus no Sul da Ásia, na Oceania, na Bolívia, no Ruanda, Uganda e República Democrática do Congo. O termo "pigmeu" é muitas vezes considerado preconceituoso. Cada povo prefere ser chamado pelo seu respectivo nome, embora não haja outro termo para se referir aos povos como grupo.

## Origens
Várias teorias têm sido propostas para explicar a baixa estatura dos pigmeus. Uma explicação aponta para os baixos níveis de luz ultravioleta nas florestas equatoriais. Isto pode significar que relativamente pouca vitamina D pôde ser feita na pele humana, limitando assim a absorção do cálcio na dieta de crescimento e manutenção óssea, e que conduziu à evolução característica de tamanho pequeno e esquelético dos pigmeus.
Há uma lenda que diz que os povos pigmeus primordiais (os Kás) eram um povo muito alto, que passava de 220 cm na media de altura, e que havia sido expulso para as densas florestas equatoriais por uma maldição, há quase 5000 anos, pelos ancestrais dos Bantos, o que originou os grandes costumes de hoje em dia. Conta a lenda que os Ká passaram mais de 3000 anos sem poder ver a luz do sol e, passado esse tempo, foram denominados pigmeus pelas tribos bantas da região, pois acabaram por ter uma estatura muito baixa. Assim, com o nome mudado, os pigmeus puderam voltar a ver a luz do sol.
Outras explicações incluem a falta de alimentos no ambiente equatorial, os baixos níveis de cálcio no solo, a necessidade de se mover através da densa floresta, a adaptação ao calor e à umidade, e, mais recentemente, como uma associação com a rápida maturação reprodutiva em condições de mortalidade precoce. Um estudo recente sugere que o crescimento nessas populações é retida por pequenas quantidades de FIG (Fatores de Insulina do Crescimento) durante a adolescência.

## Estatura: explicação fisiológica
O hormônio do crescimento (GH) estimula o fígado a produzir diversas proteínas pequenas, denominadas somatomedinas, que possuem o efeito de aumentar todos os aspectos do crescimento ósseo. Foram isoladas pelo menos quatro somatomedinas diferentes, mas sem dúvida alguma, a mais importante é a somatomedina C, com peso molecular aproximado de 7.500. Em condições normais a concentração de somatomedina C no plasma sanguíneo acompanha estreitamente a velocidade de secreção do hormônio do crescimento. Os pigmeus da África tem incapacidade congênita de sintetizar quantidade significativa de somatomedina C. Embora a concentração de GH esteja normal ou elevada no plasma desses indivíduos, existem quantidades diminuídas de somatomedina C, explicando aparentemente a baixa estatura dessas pessoas. Alguns outros anões (o nanismo de Levi-Lorain) também apresentam essa característica.

## Pigmeus africanos

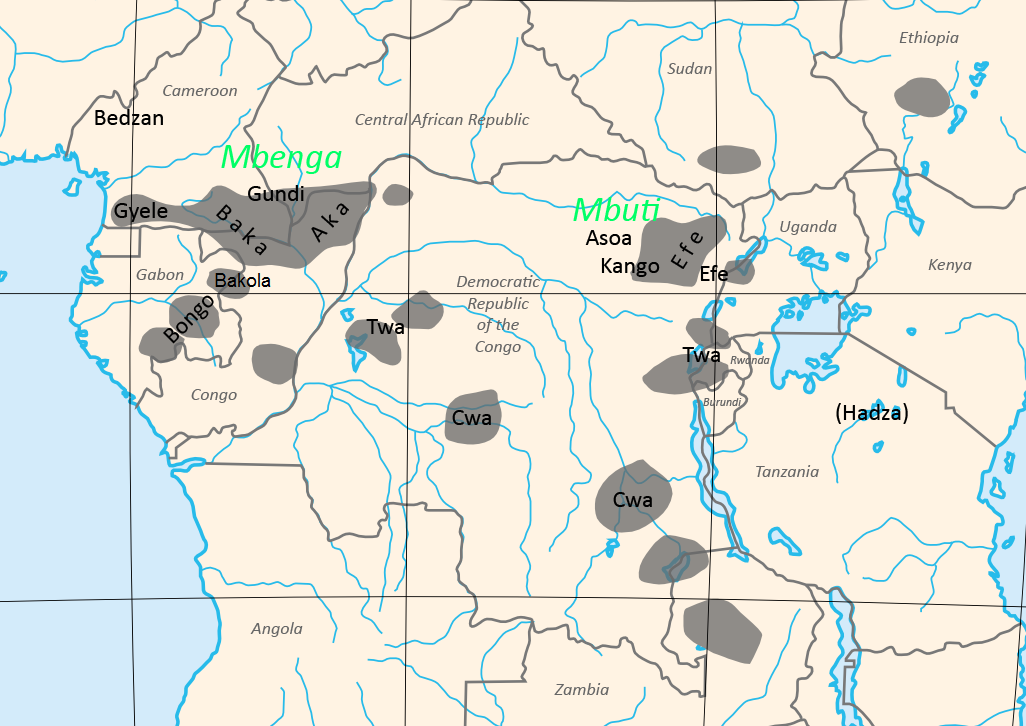
Grupos pigmeus na África.

Os pigmeus pertencem a vários grupos étnicos de Ruanda, Uganda, na República Democrática do Congo, na República Centro-Africana, Camarões, Guiné Equatorial, Gabão, no Congo, Angola, Botsuana, Namíbia e na Zâmbia.
A maioria deles sobrevive como caçadores-coletores, vivendo parcialmente, mas não exclusivamente da caça e da coleta. São bons caçadores, caçando só o que precisam, e comem larvas de troncos ocos. Mas também destilam o milho e frutas disponíveis, para extrair álcool.  Fazem comércio com os agricultores vizinhos para adquirir alimentos e outros produtos cultivados fora.  Suas casas são feitas de varas, troncos e folhas e mantêm sempre uma fogueira acesa durante a noite. A cabana, semi-esférica e totalmente coberta de folhas, tem de 2 a 3 metros de diâmetro e uma altura que raramente supera os 150 centímetros. Antigamente, sua construção era tarefa exclusiva das mulheres.
Os instrumentos de trabalho dos pigmeu são poucos e feitos com madeira, ossos, chifres, fibras naturais e vegetais, dentes e sementes duras. Além de construírem suas casas, são também hábeis na construção de pontes de cipó sobre os rios.
Em todos os grupos pigmeus, a unidade sócio-econômica é a aldeia, formada por uma dezena de cabanas e habitada por grupos de trinta a setenta pessoas. O mais velho (ou o caçador mais hábil) preside cada unidade.
A estrutura social dos pigmeu é muito imprecisa, e não há uma nítida divisão sexual do trabalho. Qualquer um, homem ou mulher, recolhe  tubérculos, fungos, larvas e cogumelos na floresta. A pesca, que só acontece na estação seca, é reservada, em alguns grupos, às mulheres e crianças.
Já a caça é atividade exclusivamente masculina e se constitui um momento mágico na vida da comunidade. Os homens se preparam para sair à caça, abstendo-se  das relações sexuais e evitando toda "ofensa" à comunidade. Antes da partida, há cerimônias de purificação e propiciação.
Hoje, como no passado, a sorte dos pigmeu está ligada à selva. Fora dela, sua cultura e sua vida se perdem. Mas ultimamente o seu meio ambiente está sendo cada vez modificado e destruído pela extração de madeira, pelas extensas plantações de café, por minas de ouro e diamantes e por implantações industriais. Além disso, o uso de armas de fogo por parte de negros e brancos afasta sempre mais os animais selvagens, dificultando a caça, atividade essencial para a subsistência dos pigmeus.
Estima-se que há entre 250.000 e 600.000 pigmeus vivendo na floresta tropical do Congo.

## Preconceito
Os pigmeus africanos sofrem com o preconceito e a opressão de outros grupos étnicos africanos, principalmente com o canibalismo dos bantos.
Alguns países pretenderam usar os pigmeus como curiosidade turística e convertê-los em patrimônio nacional. Esta é uma situação discriminatória que, nascida das diferenças entre os pigmeu e os demais povos africanos, ainda perdura hoje.

## Relatórios de genocídio
As guerras contra os pigmeus foram consideradas "desumanas". Há ampla evidência de assassinatos em massa, canibalismo e estupros de pigmeus. Apesar de ter sido praticada por praticamente todos os grupos armados, a maior parte da violência contra os pigmeus é atribuído ao grupo rebelde Movimento para a Libertação do Congo, que faz parte do governo de transição de origem banta e ainda controla grande parte do norte e os seus aliados.[carece de fontes?]

## Escravidão
Na República do Congo, onde os pigmeus representam 5 a 10% da população, muitos deles  vivem como escravos de mestres bantos. A nação está profundamente dividida entre estes dois grandes grupos étnicos. Os pigmeus escravos pertencem desde o nascimento até à sua morte aos mestres bantos - um relacionamento que os bantos chamam de "honrada tradição". Chegam a ser considerados parte do seu patrimônio familiar e, como tais, são transmitidos como herança de geração a geração.
Nessas condições, é o patrão banto quem responde por eles diante da sociedade. Defendem-nos em tribunais, onde às vezes os pigmeu nem sequer têm o direito de comparecer, e conservam seus eventuais documentos públicos, que usam sem maiores controles.
Os bantos desfrutam dos bens que os pigmeu caçam e colhem e exigem que trabalhem em seus campos. Em troca, lhes dão retalhos velhos de tecido, alguns produtos de cultivo e até suas cabanas, quando estas já estão semidestruídas.

## Usos e Costumes
Os pigmeus, por viverem na floresta tropical escura, quente e úmida, encontram na coleta e na caça suas formas de subsistência. Não acumulam alimentos nem bens naturais e vivem daquilo que a natureza lhes oferece. Mas nem sempre contam com o suficiente para atender às necessidades mínimas - às vezes, passam longos períodos de fome.
Como os demais povos caçadores da África, nunca se interessaram nem pela agricultura nem pela criação de gado. O único animal doméstico que costumam ter é o cachorro.
A mulher é muito respeitada na sociedade pigmeia, e a monogamia é uma tradição tão firme que chega a ser difícil aos estudiosos explicá-la.
O homem em idade de casar busca uma esposa em um grupo distinto do seu. É uma forma de intercâmbio: um grupo cede a outro uma mulher se este está em condições de dar-lhe outra no lugar, para que o vazio deixado por uma seja preenchido pela outra.
Todas as noites, os pigmeus costumam se reunir em danças coletivas e jogos mímicos, que são suas atividades preferidas nas horas de lazer.
Não é fácil falar da religião dos pigmeus, porque eles não costumam expressar suas crenças com ritos externos e, além disso, a religião dos diferentes grupos não é uniforme.
Geralmente, creem num Ser Supremo Criador, que se personifica no deus da selva, do céu e do além. Creem ainda que as almas dos bons se convertem em estrelas do firmamento, enquanto as almas dos maus são condenadas a vagar eternamente pela selva e dão origem às doenças dos humanos.
Os pigmeus acreditam também na vida além da morte, mas não se estendem muito sobre o assunto, logo se esquecendo das tumbas de seus antepassados.

## Genética
De acordo com um estudo genético de 2009, a separação entre os grupos de pigmeus africanos do Oeste e do Leste teria se dado há 20.000 anos.
Um estudo genético autossômico de 2015 examinou o perfil dos pigmeus africanos. Dentre outros achados, avaliou-se que os agricultores bantu e os pigmeus divergiram entre 90.000 e 150.000 anos atrás.